# Confederación Nacional Católico-Agraria
La Confederación Nacional Católico-Agraria (CNCA) fue una organización patronal agrícola española que existió a comienzos del siglo XX.

## Historia
Fue creada en 1917, originalmente sobre una organización anterior, la Federación Agrícola de Castilla La Vieja, que surgió en 1906 impulsada por la jerarquía católica. Su intención fue modernizar el aparato productivo mediante innovaciones tecnológicas, concesiones de créditos agrarios, formación profesional, etc. Protegía la propiedad e intentó evitar a toda costa el avance de los sindicatos de clase en el campo.
Estaba formada por agrupaciones preexistentes y le dieron vida propagandistas católicos que fueron quienes aportaron la inspiración teórica principal, basada en el catolicismo social, creando en torno a él una sociología del trabajo. El paso de la Confederación regional a la CNCA supuso dejar de ser una institución eclesiástica benéfico-social apoyada por ricos propietarios, a hacerse un instrumento de acción política y social, con una importante profesionalización, vigilando la organización del crédito agrario, el control de los mercados y la modernización técnica del campo. Con esta estrategia y su vertiente confesional, se extendió no solo por su zona de origen, Castilla, sino también por Cantabria, Extremadura, León, sur de Galicia, La Rioja, Navarra y Levante.
Hasta 1920 creció de forma considerable en cuanto a número de afiliados y actividades. La crisis vino a partir de este año cuando se expulsó a su director, Antonio Monedero, por diferencias con la jerarquía eclesiástica. El movimiento se reanimó con la Segunda República, momento en que sobre todo se afilian propietarios-patronos, pero con un índice de afiliación mucho menor que en su época dorada. 
Con la persecución religiosa durante la guerra civil española llegó la muerte para no pocos de los dirigentes sindicales católicos que quedaron en la parte de España controlada por el bando republicano, como Dimas Madariaga Almendros y su presidente Ricardo Cortés Villasana, ambos diputados. También fue asesinado el sacerdote dominico José Gafo fundador del Sindicato de Ferroviarios Libres de Madrid y beatificado en octubre de 2007 por el papa Benedicto XVI.
El enfrentamiento con los falangistas tras la Guerra Civil supuso su disolución mediante el Decreto de Unificación Sindical de 2 de agosto de 1940 y posterior circular del Delegado Nacional de Sindicatos de 28 de noviembre del mismo año.
La Confederación contaba, en 1940, con 2 726 sindicatos, 1 146 Cajas Rurales y 33 Federaciones, con un total de unas 255 000 familias.